# Alte Apotheke (Bleckede)

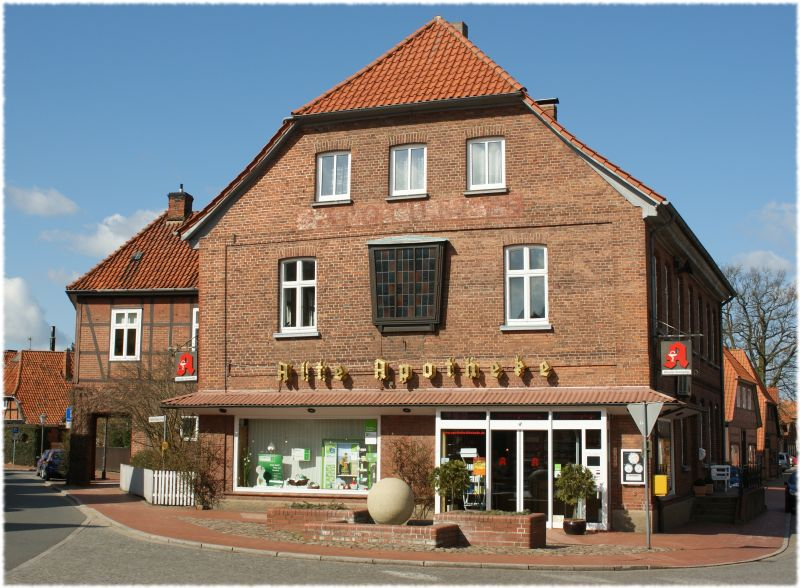
Die Alte Apotheke in Bleckede

Die Alte Apotheke in Bleckede ist die älteste Apotheke in der Stadt Bleckede und eine der ältesten Apotheken im heutigen Landkreis Lüneburg in Niedersachsen.

## Geschichte
Nach einer Initiative des Braunschweigisch-Lüneburgischen Kurfürsten Georgs I. ließ sich 1735 in Bleckede, wo es seit 1710 auch einen Arzt gab, der Apotheker Carl Friedrich Michaelis nieder. Laut einer seinerzeitlichen Urkunde durfte der Apotheker Michaelis neben Medikamenten auch Konfitüren, Liköre, Wein und Branntwein verkaufen. 1764 wurde das Apothekenprivileg auf Michaelis’ Schwiegersohn Georg Wilhelm Busch übertragen. Nach dem Tod von Carl Friedrich Michaelis 1775 führte Busch die Apotheke weiter. Bis 1947 waren ausschließlich Mitglieder der Familie Busch im Besitz der Apotheke. Nach dem Tod von Carl Busch, der kinderlos starb, verpachtete die Witwe das Unternehmen an den Apotheker Hermann Sandmann. Nachdem Hermann Sandmann aus Altersgründen sein Geschäft aufgeben musste, führte Karl Naegeli die Apotheke als Inhaber weiter, bis 2008 Inken Weiseth die Alte Apotheke in Bleckede übernahm.